# Detlef Merbd
Detlef Merbd (* 19. Mai 1948 in Radebeul; † 4. Oktober 2019 in Dresden) war ein deutscher Schriftsteller.

## Leben
Merbd besuchte die Polytechnische Oberschule und absolvierte eine Lehre als Gärtner. Nach drei Jahren Militärdienst in der Nationalen Volksarmee wurde er Redakteur und war in der Öffentlichkeits- und Kulturarbeit tätig. Von 1975 bis 1978 studierte Merbd am Leipziger Literaturinstitut „Johannes R. Becher“ und war ab 1982 freischaffend als Autor tätig. Er schrieb mehrere Kabarettstücke, darunter das Stück Organisiert euch! (1974) und, zusammen mit Wolfgang Schaller, die Stücke Ich wandre ja so gerne (1976) und Nicht nur eine Akte (1983). Es entstanden Kabaretttexte unter anderem für die Lachkarte und die Dresdner Herkuleskeule, Hörspiele sowie Drehbücher, unter anderem für die DDR-Fernsehserie Schauspielereien. Sein Debütroman Risiko, der die Abschlussübung einer Reservistenkompanie der Nationalen Volksarmee zum Thema hat, erschien 1988 im Militärverlag der DDR.
Von 1986 bis 1990 leitete Merbd das Bezirksliteraturzentrum Dresden. Nach der Wende veröffentlichte er mehrere satirische Erzählungen um die Figuren Faust, Mephistopheles und den Schriftsteller Dietmar Herbst, darunter Faust, erster Teil, Der Angriff der Zwerge auf den Nudelturm zu Dresden und Pantheon. Zudem entstanden mehrere Hefte mit Sammlungen regionaler Sagen. In seinem 2017 erschienenen Roman Abwegiges vom Franziskusweg verarbeitete er eine Pilgerwanderung von Florenz nach Assisi, die er 2014 unternommen hatte.
Merbd war Inhaber des Verlages Das Besondere. Verlag Dresden Johannstadt.
Merbd war ab 1992 rund 20 Jahre Mitglied im Verband deutscher Schriftsteller. Er lebte und arbeitete in Dresden, wo er 2019 verstarb. Sein Grab befindet sich auf dem Striesener Friedhof. 

## Werke

### Belletristik
- 1987: Die Geschichte vom ängstlichen Bärenkind – Kinderbuchverlag Berlin[8]
- 1988: Risiko – Militärverlag der DDR
- 1998: Faust, erster Teil – Edition Reintzsch, Radebeul
- 2001: Bachauers Keller – Notschriften-Verlag, Radebeul[9]
- 2002: Der Angriff der Zwerge auf den Nudelturm zu Dresden – Gryphon, München
- 2009: Pantheon – BoD, Norderstedt
- 2013: Der Alberich-Code – Verlag Das Besondere, Dresden
- 2017: Abwegiges vom Franziskusweg – Verlag Das Besondere, Dresden

### Weitere
- 1985: Die Brücke, Hörspiel
- 1987: Schauspielereien – Die Versuchung (TV-Serie, Drehbuch)
- 1990: Schauspielereien – Am Morgen danach (TV-Serie, Drehbuch)